# Lisa Tickner
Pour les articles homonymes, voir Tickner.
Lisa Tickner, née le 21 décembre 1944, est une historienne de l'art britannique. Elle a enseigné à l'université du Middlesex, à l'université Northwestern et à l'Institut Courtauld. En 2008, elle a été élue membre de la British Academy. 

## Jeunesse et formation
Tickner a d'abord étudié les beaux-arts à la Hornsey School of Art (en), mais a été encouragée à poursuivre l'histoire de l'art par Nikolaus Pevsner. Elle a obtenu un doctorat sur le mouvement des arts et de l'artisanat en 1970. 

## Carrière
Elle a enseigné à l'université du Middlesex (où elle est maintenant professeure émérite), à l'université Northwestern et à l'Institut Courtauld (où elle est maintenant professeure émérite). En 2008, elle a été élue membre de la British Academy.

## Travaux
Le travail de Tickner se concentre sur l'histoire de l'art moderne en Grande-Bretagne et sur les approches féministes et théoriques de l'histoire de l'art.
Dans les années 1970, Tickner s'est impliquée avec le Women's Art History Collective d'une manière qui a influencé sa bourse. Son article "The Body Politic: Female Sexuality and Women Artists Since 1970", présenté lors de la conférence à l'Association of Art Historians (AAH) de 1977, a été publié dans le deuxième numéro de la nouvelle revue Art History, et a conduit à la démission d'un des membres du comité de rédaction de la revue.  
En 1979, elle est l'une des fondatrices du magazine BLOCK. Son premier livre, The Spectacle of Women, s'est penché sur l'imagerie du mouvement des suffragettes en Grande-Bretagne et a été considéré comme l'un des premiers modèles d'études sur la culture visuelle. Son deuxième livre, Modern Life and Modern Subjects, a été décrit lors de sa publication comme « tout simplement le meilleur livre jamais écrit par un historien de l'art sur le modernisme britannique ». 

## Publications
- Kate Walker. Portrait of the Artist as a Young Housewife, in: Studio International 193, 1977, p. 188–190.
- avec Margaret Walters: Women's images of men. catalogue, Institute of Contemporary Arts London, 1980.
- Sexuality and/in Representation: Five Brtitish Artists [1984]. In: Donald Preziosi (en) (éd.): The art of art history : a critical anthology. Oxford : Oxford Univ. Press, 1998  (ISBN 0-19-284242-0) p. 356–369.
- The spectacle of women : imagery of the Suffrage Campaign 1907–14. London : Chatto & Windus, 1987  (ISBN 0-7011-2952-2)
- Men's work? : masculinity and modernism. In: Differences : a journal of feminist cultural studies, v.4 no. 3. Bloomington, Indiana : Indiana University Press, 1992.
- Modern Life & Modern Subjects: British art in the early 20th century. New Haven : Yale University Press, 2000  (ISBN 0-300-08350-5).
- Dante Gabriel Rossetti. London : Tate, 2003.
- Mediating Generation: The Mother-Daughter Plot, in: Carol Armstrong (en), Catherine de Zegher (éd.): Women Artists at the Millenium. MIT Press, 2006, p. 84–120
- The Kasmin Gallery, 1963–1972. Oxford Art Journal, vol. 30 no. 2, 2007, p. 233–268.
- Hornsey 1968: The Art School Revolution. London: Frances Lincoln, 2008.
- Bohemianism and the Cultural Field: Trilby and Tarr. In: Art History, vol. 34 no. 5 2011, p. 978–1011.
- Celebrating women in the humanities and social sciences: Virginia Woolf and Nancy Spero. British Academy Review, 20, Summer 2012, p. 28–31.
- avec David Peters Corbett (éd.): British Art in the Cultural Field, 1939–1969. Oxford : Wiley-Blackwell, 2012  (ISBN 9781118275849).
- London’s New Scene: art and culture in the 1960s, Yale University Press, 2020.